# スティーブ・ジェナム
スティーブ・ジェナム（Steve Jennum、1961年 - ）は、アメリカ合衆国の元男性総合格闘家でネブラスカ州立警察の警察官。ネブラスカ州オマハ出身。UFC 3トーナメント優勝。

## 来歴
ジェナムはUFC 3にリザーバー(補欠)として参加した。同大会ではケン・シャムロックが決勝へ駒を進めたが、膝の負傷により棄権した。ジェナムはその代役として登場し勝利、トーナメント優勝者となったが、通常の参加者がトーナメントで3勝しなければ優勝出来ない所を、シャムロックの代役としてトーナメントに中途参加となったため、結果1勝のみで優勝した。UFC側はこの大会後にルールを変更、リザーブマッチの制度を設け公平性を担保する事となった。
UFC 3以降のジェナムは、UFC 4において31勝6敗の戦績を持つプロボクサー、メルトン・ボーウェン相手に挙げた1勝のみとなった。ジェナムはボーウェンに対して高さのある大腰(柔道の投げ)を決め、アームロックによって勝利を得た。この試合に観客は沸いたが、自身が上のフルマウント状態からボーウェンの頭部へ繰り返し放ったパンチの為に拳がはれ、その後のトーナメントは棄権した。

## 人物・エピソード
- UFCには「戸隠流忍術」の使い手として出場し、画面にも「Togakure-ryu Ninjitsu」と表示された。
- ジェナムはUFCデビュー以前から"Robert Bussey's Warrior International"という団体の黒帯保持者・インストラクターであった[2]。このRobert Busseyは、日本の合気道や忍術にインスパイアされた独自の護身術を考案・教授していた人物で、同門出身の総合格闘家には他にスコット・モリスやジェレミー・ホーンがいる。
- ジェナムは後にオマハに自身の格闘スクールを開設した[3]。
- ジョルジュ・サンピエールはUFC3でのジェナムの戦いぶりを観た事が総合格闘技の世界に身を投じる切っ掛けとなったと語っている[4]。

## 戦績
| 総合格闘技 戦績 | 総合格闘技 戦績 | 総合格闘技 戦績 | 総合格闘技 戦績 | 総合格闘技 戦績 | 総合格闘技 戦績 | 総合格闘技 戦績 |
| --------------- | --------------- | --------------- | --------------- | --------------- | --------------- | --------------- |
| 5 試合          | (T)KO           | 一本            | 判定            | その他          | 引き分け        | 無効試合        |
| 2 勝            | 0               | 2               | 0               | 0               | 0               | 0               |
| 3 敗            | 0               | 3               | 0               | 0               | 0               | 0               |

| 勝敗 | 対戦相手             | 試合結果                       | 大会名                                                           | 開催年月日     |
| ×    | ジェイソン・ゴドシー | 1R 2:02 チョーク               | Extreme Challenge 4                                              | 1997年2月22日  |
| ×    | マルコ・ファス       | 1R 1:44 ギブアップ（パウンド） | World Vale Tudo Championship 1 【WVCスーパーファイト王座決定戦】 | 1996年8月14日  |
| ×    | タンク・アボット     | 1R 1:14 ネックロック           | Ultimate Ultimate 1995 【1回戦】                                 | 1995年12月16日 |
| ○    | メルトン・ボーウェン | 4:47 腕挫十字固                | UFC 4: Revenge of the Warriors 【1回戦】                         | 1994年12月16日 |
| ○    | ハロルド・ハワード   | 1:27 タオル投入（パウンド）    | UFC 3: The American Dream 【決勝】                               | 1994年9月9日   |

## 獲得タイトル
- UFC 3 優勝（1994年）